# Hermya regalis
Hermya regalis là một loài ruồi trong họ Tachinidae.